# Ukraińska Armia Halicka
Ukraińska Armia Halicka (ukr. Українська галицька армія, UHA) – nazwa regularnej armii ZURL po porozumieniu z Armią Ochotniczą Antona Denikina 17 listopada 1919, wcześniej nosiła nazwę Armii Halickiej (HA).
Pierwszą jednostką Armii Halickiej był Legion Ukraińskich Strzelców Siczowych, ogłoszony 30 października 1918 przez Ukraińską Radę Narodową zalążkiem zachodnioukraińskich sił zbrojnych. Dołączyły do niego oddziały armii austro-węgierskiej, złożone z Ukraińców, które we Lwowie i na prowincji 1 listopada 1918 podporządkowały się rozkazom Ukraińskiej Rady Narodowej. Wcześniej oddziały te współpracowały z Ukraińskim Generalnym Komisariatem Wojskowym.
Pierwszą walką UHA była walka o Lwów, rozpoczęta 1 listopada 1918. Na siły UHA, dokonujące przewrotu we Lwowie, składali się żołnierze pochodzenia ukraińskiego z różnych jednostek armii austro-węgierskiej (1410 żołnierzy i 60 podoficerów). Dowodził nimi Dmytro Witowski.

## Organizacja zaplecza
Regularny charakter UHA potwierdziła uchwała Ukraińskiej Rady Narodowej z dnia 13 listopada 1918 o obowiązku służby wojskowej obywateli ZURL. Na bazie tej ustawy Państwowy Komitet Spraw Wojskowych (DSWS) wydał rozporządzenie nr 3 o wojskowym terytorialnym podziale terenu ZURL, organizacji UHA i mobilizacji mężczyzn od 18 do 35 roku życia.
Terytorium ZURL (bez Zakarpacia) podzielono na 3 obwody wojskowe: Lwów, Tarnopol, Stanisławów, a z nich każdy na 4 okręgi wojskowe (każdy okręg obejmował 5 do 8 powiatów). Na czele każdego okręgu stał okręgowy komendant wojskowy, który odpowiadał za pobór i wyszkolenie żołnierzy oraz organizację oddziałów wojskowych.
Wszystkimi sprawami wojskowymi ZURL zajmował się Państwowy Komitet Spraw Wojskowych (DSWS), który funkcjonował do 9 czerwca 1919. Dzielił się on na Kancelarię Wojskową DSWS i 16 oddziałów. Podlegały mu wszystkie sprawy wojskowe, od wyszkolenia i uzbrojenia, po umundurowanie i wyżywienie.
Sekretarzami Spraw Wojskowych byli: płk Dmytro Wytowskyj (do 13 lutego 1919), oraz płk Wiktor Kurmanowycz (do 9 czerwca 1919). Po ogłoszeniu dyktatury Zarządu UNR funkcje DSWS przeszły częściowo do Komendy Głównej UHA, a częściowo do nowo utworzonej Kancelarii Wojskowej Dyktatora, której szefem został ppłk Karl Dołeżal.

### Wojskowy podział administracyjny
- Obwód wojskowy Lwów
  - Okręg wojskowy Lwów (powiaty lwowski, sokalski, żółkiewski, gródecki, rudkowski)
  - Okręg wojskowy Przemyśl (powiaty przemyski, mościcki, dobromilski, sanocki, leski i część brzozowskiego)
  - Okręg wojskowy Rawa Ruska (powiaty rawski, jarosławski, cieszanowski)
  - Okręg wojskowy Sambor (powiaty samborski, starosamborski, turkowski, drohobycki)
- Obwód wojskowy Stanisławów
  - Okręg wojskowy Stanisławów (powiaty stanisławowski, bohorodczański, nadwórniański, tłumacki, horodecki)
  - Okręg wojskowy Stryj (powiaty stryjski, żydaczowski, skolski, doliniański, kałuski)
  - Okręg wojskowy Kołomyja (powiaty kołomyjski, poczeniski, kosowski, śniatyński)
  - Okręg wojskowy Czerniowce (powiaty czerniowiecki, kelmański, zastawniecki, wiśniowski, serecki, wiznicki, storożyniecki)
- Obwód wojskowy Tarnopol
  - Okręg wojskowy Tarnopol (powiaty tarnopolski, zbaraski, skałacki, trembowelski)
  - Okręg wojskowy Złoczów (powiaty złoczowski, Radochowski, kamionkostrumiłowski, brodecki, zborowski)
  - Okręg wojskowy Czortków (powiaty czortkowski, buczacki, husiatyński, borszczowski, zaleszczycki)
  - Okręg wojskowy Brzeżany (powiaty brzeżański, bóbrski, przemyślański, rohatyński, podhajecki)

## Organizacja UHA

### Dowództwo
Utworzona w maju 1919 Komendantura Zaplecza, która przejęła tymczasowo funkcje DSWS, weszła w czerwcu w skład Komendantury Etapowej UHA.
Dowódcą armii był wyznaczony przez UNR (od czerwca 1919 przez Dyktatora) Naczelny Komendant, który do pomocy posiadał Naczelną Komendę Armii Galicyjskiej (NKHA, odpowiednik Sztabu Generalnego). Szef Sztabu Generalnego był jednocześnie zastępcą Komendanta Naczelnego.
NKHA kierowała operacjami UHA na froncie, a także była zwierzchnikiem wszystkich oddziałów UHA, rozmieszczonych na froncie. Wszystkie inne oddziały podlegały tyłowym komendom okręgów – DSWS. NKHA podzieliła się według wzorów austriackich na wydział operacyjny i organizacyjno-materiałowy. Za dowództwa generała Hrekowa w czerwcu 1919 NKHA zreorganizowano: podzielono na Sztab Operacyjny, Oddział Główny i Komendę Etapową. W ślad za skasowaniem DSWS NKHA podlegały również wszystkie oddziały szkolne i zapasowe.
Naczelni komendanci UHA
- płk Dmytro Witowski (do 5 listopada 1918)
- płk Hryhorij Kossak (do 9 listopada 1918)
- płk Hnat Stefaniw (do10 grudnia 1918)
- gen. Mychajło Omelianowycz-Pawlenko (9 czerwca 1919)
- gen. Ołeksandr Hrekow (do 5 lipca 1919)
- gen. Myron Tarnawski (do 7 listopada 1919)
- płk Alfred Schamanek (do 21 lutego 1920)
- gen. Amwrosij Witoszynśkyj (do 1 marca 1920)

Szefowie Sztabu Generalnego
- płk Mykoła Marynowycz (do 5 listopada 1918)
- mjr Semen Horuk (do 10 grudnia 1918)
- płk Jewhen Mieszkowski (do 12 lutego 1919)
- płk Wiktor Kurmanowycz (do 7 czerwca 1919)
- płk Alfred Schamanek (do 7 listopada 1919)
- gen. Gustaw Ziritz (do 10 lutego 1920)
- płk Alfred Schamanek (do 1 marca 1920)

### Stopnie wojskowe

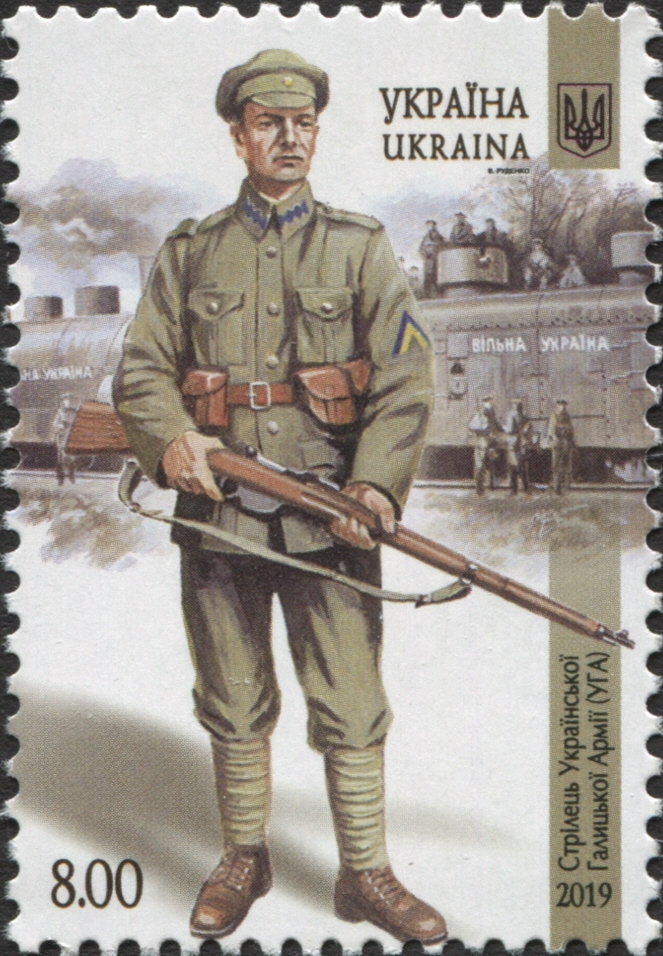
Żołnierz Ukraińskiej Armii Halickiej

W listopadzie-grudniu 1918 została wprowadzona nomenklatura stopni wojskowych, jak i terminologii wojskowej, stosowana w latach 1914–1918 w Legionie USS, który służbowo posługiwał się językiem ukraińskim. Rozporządzeniem DSWS 30 kwietnia 1919 potwierdzono stopnie wojskowe i ich oznaczenia:
- Szeregowcy:
  - Strzelec (стрілець)
  - Starszy strzelec (старший стрілець)
- Podoficerowie:
  - wistun (вістун)
  - dziesiętnik (десятник)
  - starszy dziesiętnik (старший десятник)
  - starszy dziesiętnik buławny (булавний старший десятник)
- Kandydat na oficera, podchorąży (підхорунжий)
- Młodsi oficerowie:
  - chorąży (хорунжий)
  - czotar (чотар)
  - porucznik (поручник)
  - setnik (сотник)
- Oficerowie starsi:
  - otaman (oтаман)
  - podpułkownik (підполковник)
  - pułkownik (полковник)
- Generałowie:
  - generał-czotar (генерал-чотар)
  - generał-porucznik (генерал-поручник)
  - generał-setnik (генерал-сотник)

Początkowo w UHA funkcjonował jeszcze podoficerski stopień buńczużnego albo inaczej zastępcy oficera, odpowiednio do austriackiego Offizierstellvertreter, ale w rozporządzeniu DSWS już nie wystąpił, a wszystkich posiadających ten stopień awansowano do stopnia chorążego lub czotara.
| Stopnie wojskowe | Generałowie    | Generałowie       | Generałowie    | Oficerowie starsi | Oficerowie starsi | Oficerowie starsi | Młodsi oficerowie | Młodsi oficerowie | Młodsi oficerowie | Młodsi oficerowie |
| ---------------- | -------------- | ----------------- | -------------- | ----------------- | ----------------- | ----------------- | ----------------- | ----------------- | ----------------- | ----------------- |
| Stopnie wojskowe |                |                   |                |                   |                   |                   |                   |                   |                   |                   |
| Stopnie wojskowe | generał-setnik | generał-porucznik | generał-czotar | pułkownik         | podpułkownik      | otaman            | setnik            | porucznik         | czotar            | chorąży           |

| Stopnie wojskowe | Podoficerowie       | Podoficerowie       | Podoficerowie | Podoficerowie | Szeregowcy       | Szeregowcy |
| ---------------- | ------------------- | ------------------- | ------------- | ------------- | ---------------- | ---------- |
| Stopnie wojskowe |                     |                     |               |               | brak             |            |
| Stopnie wojskowe | dziesiętnik buławny | starszy dziesiętnik | dziesiętnik   | wistun        | Starszy strzelec | Strzelec   |

### Stan armii

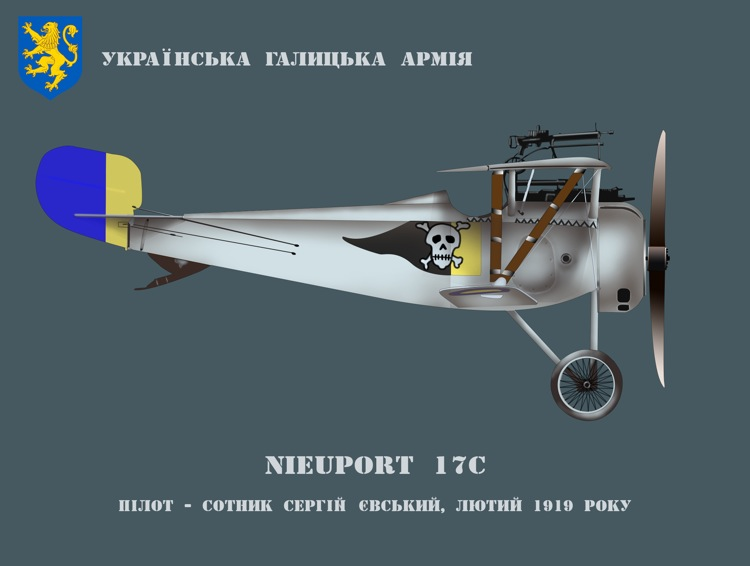
Myśliwiec Nieuport 17 w barwach Armii Halickiej

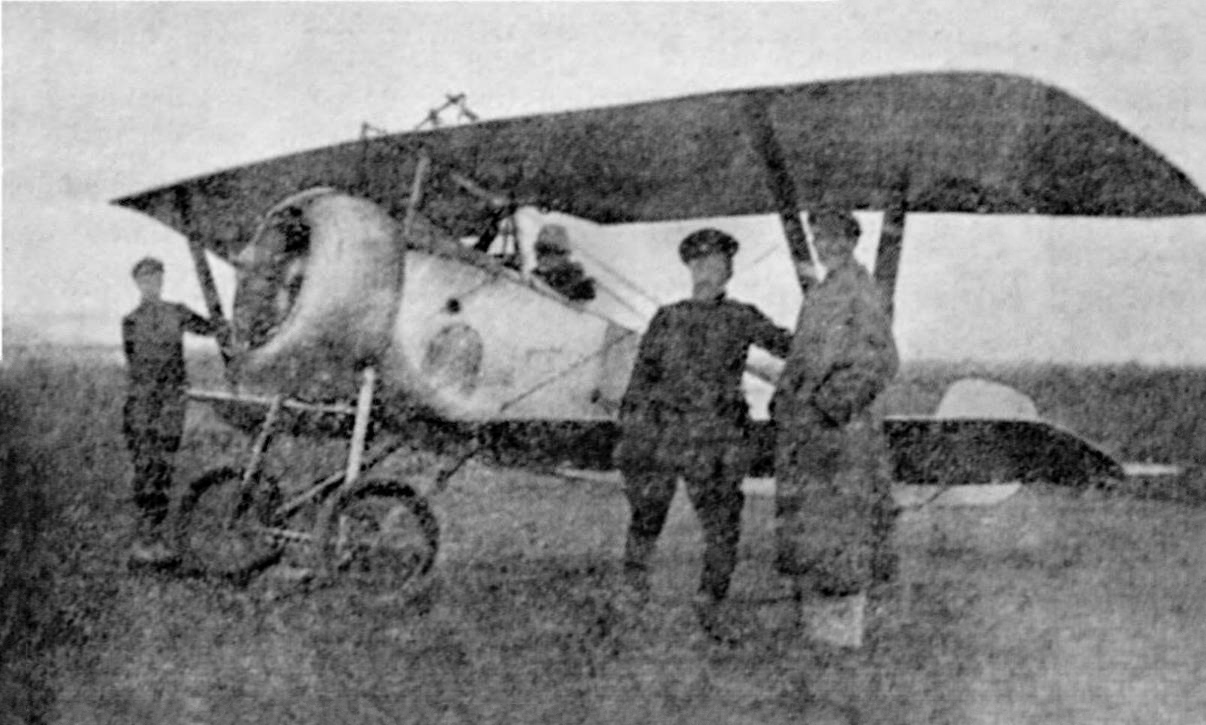
Myśliwiec Nieuport 17 Armii Halickiej

- W grudniu 1918 stan armii wynosił 30 000 podoficerów i żołnierzy (bojowy 15 000 i 40 dział) i ciągle wzrastał.
- W kwietniu 1919 wynosiła 1412 oficerów, 52 200 żołnierzy, 533 karabiny maszynowe, 188 polowych i 13 ciężkich armat.
- 16–17 czerwca 1919 Zbrucz przekroczyło 49 800 żołnierzy i oficerów z 603 karabinami maszynowymi i 187 działami.

### Piechota
Do końca grudnia 1918 UHA była mieszaniną różnych grup regularnego, półpartyzanckiego, a nawet partyzanckiego charakteru, które tworzyły załogę Lwowa, lub operowały na szlakach natarcia wojsk polskich.
Grupy ten nazywały się bardzo różnie i miały różnorodny skład w zależności od miejscowych umów. W grudniu 1918 istniało 15 grup bojowych różnej wielkości i składu. Najsilniejszymi były podlwowskie grupy: „Nawarija”, „Stare Seło”, „Schid”. Na północnej granicy ZURL dla odparcia polskiego natarcia utworzono grupę „Piwnicz” (dow. płk Osyp Mykytka), na południowym zachodzie Okręgową Komendę w Stryju (dow. płk Hryhorij Kossak), która organizowała różne grupy, powstałe na froncie zachodnim. Front zachodni ciągnął się od Komańczy (do 19 stycznia) do Horodka przez Lutowiska, Stary Sambor, Hłyboką, Krukienice, Rudki, Piwdeń I i II.
Na przełomie stycznia i lutego UHA zreorganizowano (według planu płk. Mieszkowskiego). Grupy bojowe zorganizowano w 3 korpusy po 4 brygady. Każda brygada składała się z 3 do 6 kureniów piechoty (w niektórych brygadach zorganizowanych w 2 pułki), 1 konnej sotni, 1 pułku artylerii polowej (z 3 do 6 bateriami), 1 sotni saperskiej oraz pomocniczych służb i oddziałów.
- I Korpus Ukraińskiej Armii Halickiej – komenda w Kamionce Strumiłowej, dowódca płk Osyp Mykytka, szef sztabu mjr I. Kulisz
  - 5 Brygada Sokalska – dowódca kpt. Osyp Demczuk, kpt. Wołodymyr Kossar
  - 6 Brygada Rawska – dowódca kpt. Julijan Hołowinskyj
  - 9 Brygada Uhnowsko-Rawska – dowódca mjr Bohusław Szaszkewycz
  - 10 Brygada Jaworowska (Janowska) – dowódca płk Andrij Dołud, kpt. M. Kłymkewycz, kpt. Franz Kondraćkyj
- II Korpus Ukraińskiej Armii Halickiej – komenda w Bóbrce, dowódca płk Myron Tarnawskyj, szef sztabu ppłk J. Papp de Janoszy, później płk Alfred Schamanek
  - 1 Brygada USS – dowódca mjr Osyp Bukszowanyj
  - 2 Brygada Kołomyjska – dowódca ppłk František Tinkl(inne języki), potem ppłk Anton Wymetal
  - 3 Brygada Bereżańska – dowódca ppłk Arnold Wolf, później mjr O. Łysiak
  - 4 Brygada Złoczowska – dowódca mjr Stepan Szuchewycz
- III Korpus Ukraińskiej Armii Halickiej – komenda w Stryju, dowódca płk Hryhorij Kossak, potem gen. M. Gembacziw, szef sztabu ppłk Karl Dołeżal(inne języki)
  - 7 Brygada Stryjska (Lwowska) – dowódca ppłk Kostiantyn Sliusarczyk, następnie ppłk Alfred Bisanz
  - 8 Brygada Samborska – dowódca mjr Karl Hofman
  - 1 Brygada Górska – dowódca kpt. M. Macijowycz, potem mjr Wasyl Czerśkyj
  - Grupa „Krukienicze” – dowódca płk Wołodymyr Szepel
  - Grupa „Hłyboka” – dowódca kpt. M. Fedyk

Ostatnie dwie grupy, razem z 8 Brygadą działały pod wspólnym dowództwem płk. Antina Krawsa.
Większej ilości brygad nie można było utworzyć z powodu braku podoficerów oraz wyposażenia.

### Wywiad i kontrwywiad
Rozpoznanie operacji prowadziły Wydziały Wywiadowcze (RW) przy Naczelnej Komendzie UHA oraz przy dowództwach korpusów. Korpuśne wydziały RW składały się z 1 oficera i 1-2 podoficerów. Wydział RW przy Naczelnej Komendzie liczył 6 oficerów i kilku podoficerów. Małe siły (około 30 funkcjonariuszy, z czego tylko 6 było specjalistami wywiadu) nie pozwoliły na rozwinięcie szerszej działalności wywiadowczej.

Kontrwywiadem zajmowali się policyjni detektywi oraz państwowa i polowa żandarmeria, dowodzona przez Ołeksandra Krasićkiego.